# ウェズリー・ジョンソン
ウェズリー・ジャマー・ジョンソン  (Wesley JaMarr Johnson 1987年7月11日 - )は、アメリカ合衆国テキサス州コーシカーナ出身の元バスケットボール選手。バスケットボール指導者。

## 来歴
テキサス州の地元の高校を卒業したジョンソンは、アイオワ州立大学に進学するも、2年間在学した後にシラキュース大学に転校。その後2010年のNBAドラフトにエントリーを表明。全体4位という高評価でミネソタ・ティンバーウルブズから指名された。

### ミネソタ・ティンバーウルブズ
1年目の2011年3月18日、ロサンゼルス・レイカーズ戦で29得点を挙げた。シーズンで103本の3ポイントシュートを決めウルブズの新人記録を樹立し、またNBAオールルーキーチームに選出された。期待された2年目の2011-12シーズンは平均6得点に終わり、ウルブズから見切りを付けられ、ルーキー契約の4年目の契約を破棄された上に、2012年7月に三角トレードでフェニックス・サンズに放出された。

### フェニックス・サンズ
アルヴィン・ジェントリーの下ではあまり出場時間が与えられず、シーズン途中にリンジー・ハンターにヘッドコーチが代わり出場機会は増加したが目立った活躍はできず1年でサンズを去った。

### ロサンゼルス・レイカーズ
2013年7月15日、ロサンゼルス・レイカーズと1年100万ドルで契約した。2013-14年シーズンはスティール・ブロックで平均1.0以上をマークした8人のうちの1人となった。2014年7月28日にレイカーズと再契約した。

### ロサンゼルス・クリッパーズ
2015年7月9日、ロサンゼルス・クリッパーズと1年契約を結んだ。移籍1年目の2015-16シーズンではベンチからチームを支え自身初のプレイオフ出場に貢献した。12月5日のオーランド・マジック戦でシーズンハイの21得点、キャリアタイ6本の3ポイントシュートを決めた。2016年7月8日、3年1800万ドルでクリッパーズと再契約した。

## 個人成績

### レギュラーシーズン
| シーズン | チーム       | GP  | GS  | MPG  | FG%  | 3P%  | FT%  | RPG | APG | SPG | BPG | PPG |
| -------- | ------------ | --- | --- | ---- | ---- | ---- | ---- | --- | --- | --- | --- | --- |
| 2010–11  | ウルブズ     | 79  | 63  | 26.2 | .397 | .356 | .696 | 3.0 | 1.9 | .7  | .7  | 9.0 |
| 2011–12  | ウルブズ     | 65  | 64  | 22.6 | .398 | .314 | .706 | 2.7 | .9  | .5  | .7  | 6.0 |
| 2012–13  | サンズ       | 50  | 21  | 19.1 | .407 | .323 | .771 | 2.5 | .7  | .4  | .4  | 8.0 |
| 2013–14  | レイカーズ   | 79  | 62  | 28.4 | .425 | .369 | .792 | 4.4 | 1.6 | 1.1 | 1.0 | 9.1 |
| 2014–15  | レイカーズ   | 76  | 59  | 29.5 | .414 | .351 | .804 | 4.2 | 1.6 | .8  | .6  | 9.9 |
| 2015–16  | クリッパーズ | 80  | 9   | 20.8 | .404 | .333 | .652 | 3.1 | .6  | 1.1 | .7  | 6.9 |
| 2016–17  | クリッパーズ | 68  | 3   | 11.9 | .365 | .246 | .647 | 2.7 | .3  | .4  | .4  | 2.7 |
| Career   | Career       | 497 | 281 | 23.0 | .406 | .337 | .743 | 3.3 | 1.1 | .8  | .7  | 7.5 |

### プレイオフ
| シーズン | チーム       | GP | GS | MPG  | FG%  | 3P%  | FT%   | RPG | APG | SPG | BPG | PPG |
| -------- | ------------ | -- | -- | ---- | ---- | ---- | ----- | --- | --- | --- | --- | --- |
| 2016     | クリッパーズ | 6  | 0  | 12.8 | .357 | .333 | 1.000 | 3.0 | .3  | .2  | .7  | 2.7 |
| 2017     | クリッパーズ | 3  | 0  | 3.6  | .000 | .000 | .500  | .7  | .0  | .3  | .0  | .3  |
| Career   | Career       | 9  | 0  | 9.7  | .357 | .333 | .800  | 2.2 | .2  | .2  | .4  | 1.9 |